# Verònica alpina
La verònica alpina (Veronica alpina), és una petita herba del gènere Veronica que actualment s'inclou dins de la família de les plantaginàcies. És una espècie de distribució ártico-alpina que viu naturalment al Canadà, Groenlàndia, Islàndia, les Illes Fèroe i Svalbard, Sibèria i les muntanyes del Pakistan, l'Himàlaia occidental i el Tibet. Al sud d'Europa es refugia al capdamunt de les muntanyes més altes: als Alps, els Pirineus i també (a la península Ibèrica) a Sierra Nevada, la serralada cantàbrica o la sierra de Béjar.

## Descripció
És una petita herba perenne que no arriba a un pam d'alçada, amb tiges en part reptants i al final ascendents que acaben en un raïm dens de 3-12 flors blaves com les de les altres veròniques. Les fulles són oposades, sèssils, ovades o el·líptiques, enteres o molt finament dentades, de vegades lleugerament ciliades.
És una espècie rara,que viu a l'alta muntanya en indrets amb sòl àcids (sobre roques silíciques o llocs calcaris on l'aigua ha eliminat els carbonats). És una espècie típica dels llocs on la neu s'acumula fins tard, ja ben entrat l'estiu. Les espècies de congesteres (com la verònica alpina) són molt menudes i necessiten créixer ràpidament per completar el seu cicle vital en el breu espai de temps que tenen fins que torni a nevar. També és pot trobar en els prats alpins ben innivats.

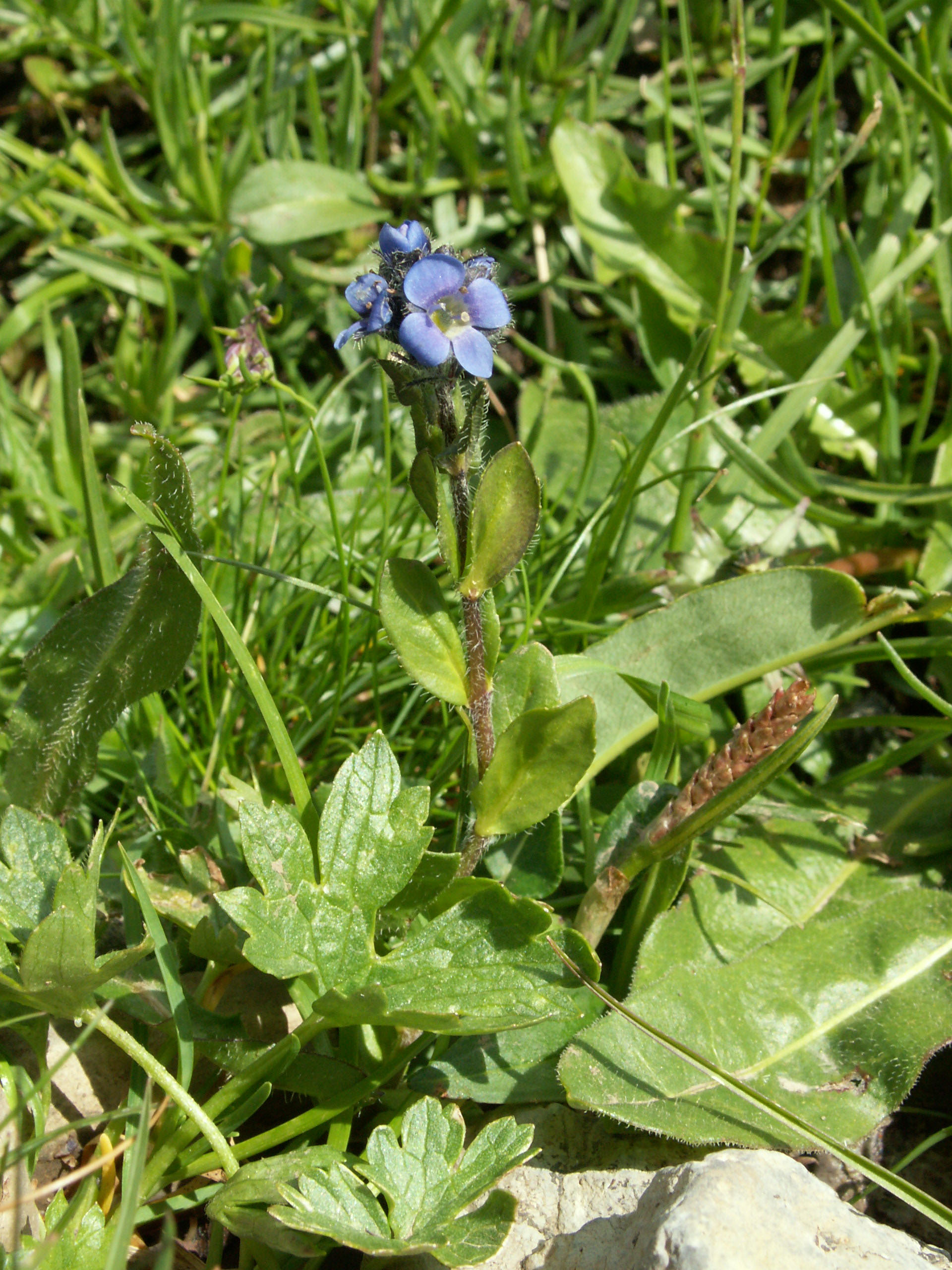
Verònica alpina
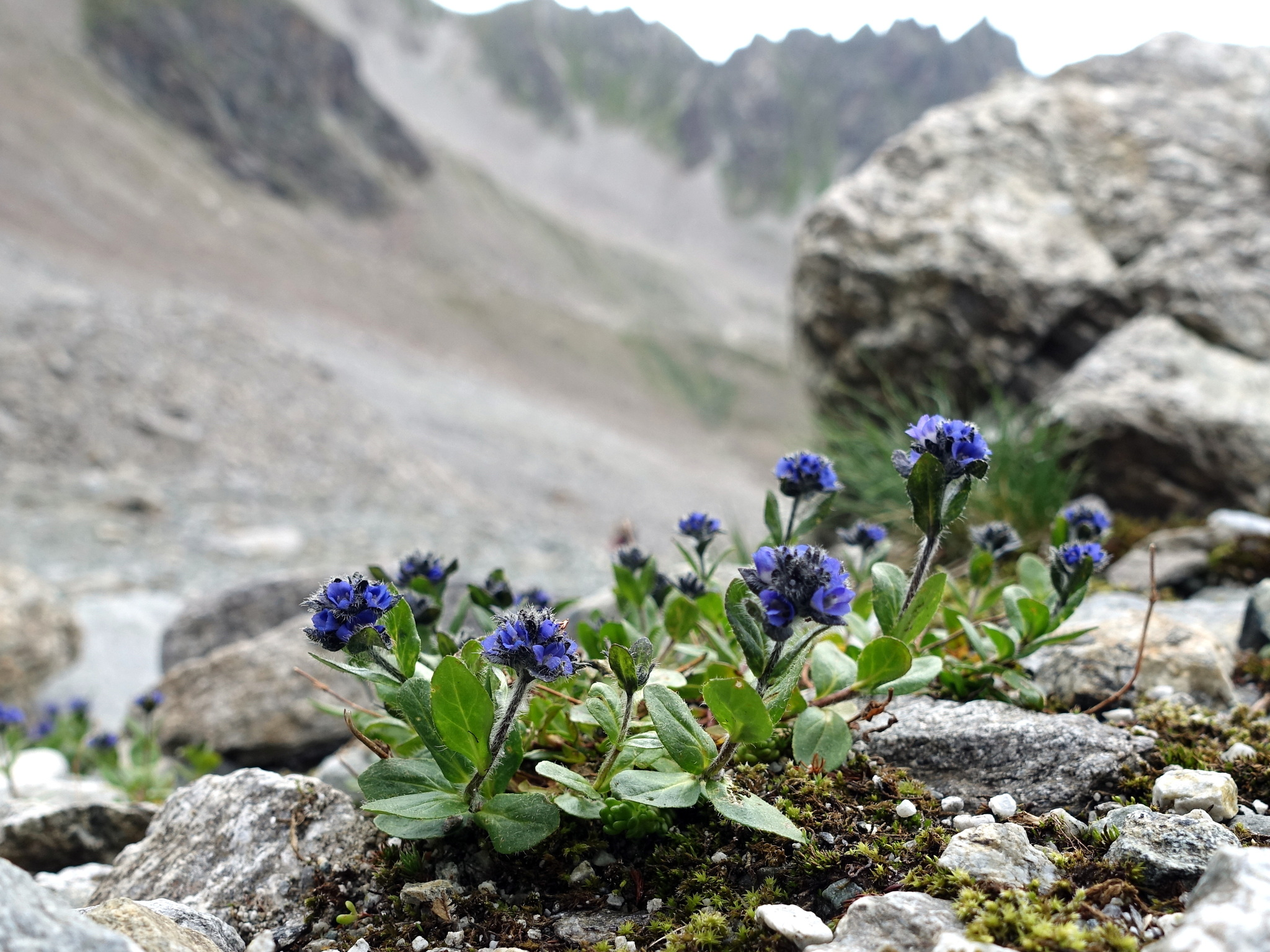
Verònica alpina al seu ambient